# تشارلز جورج دريك
تشارلز جورج دريك هو جراح أعصاب كندي، ولد في 21 يوليو 1920 في وندسور في كندا، وتوفي في 15 سبتمبر 1998.